# Dillon Brooks
Dillon Brooks (Mississauga, Ontario, 22 de enero de 1996) es un baloncestista canadiense que pertenece a la plantilla de los Phoenix Suns de la NBA. Con 1,98 metros de estatura, juega en la posición de alero.

## Trayectoria deportiva

### Universidad

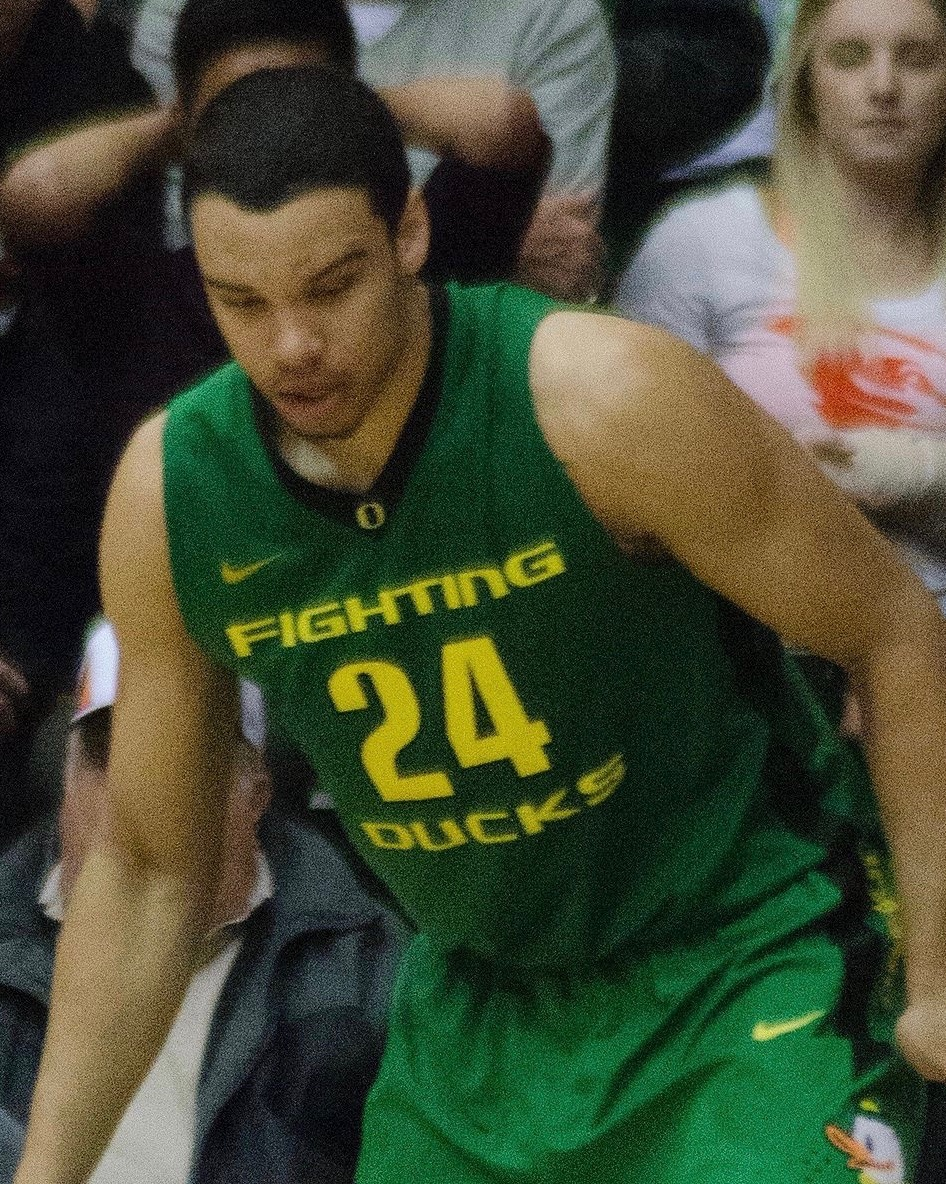
Brooks en 2015.

Jugó tres temporadas con los Ducks de la Universidad de Oregón en las que promedió 14,8 puntos, 4,5 rebotes y 2,6 asistencias por partido. En su primera temporada fue incluido en el mejor quinteto freshman de la Pacific-12 Conference, mientras que en las dos temporadas posteriores lo fue en el mejor quinteto absoluto de la conferencia. En 2017 fue además elegido Jugador del Año. Fue además segundo equipo All-American consensuado, tras aparecer en ese segundo equipo en las cuatro listas que se utilizan para la elaboración de la lista consensuada.
En abril de 2017 anunció que su carrera con los Ducks había finalizado, renunciando a su último año como universitario, y declarándose elegible para el Draft de la NBA de 2017 sin vuelta atrás, al contratar un agente.

#### Estadísticas
| Año     | Equipo | PJ  | PT | MPP  | %TC  | %3P  | %TL  | RPP | APP | ROB | TPP | PPP  |
| ------- | ------ | --- | -- | ---- | ---- | ---- | ---- | --- | --- | --- | --- | ---- |
| 2014–15 | Oregon | 36  | 33 | 28.3 | .456 | .337 | .825 | 4.9 | 1.8 | .5  | .6  | 11.5 |
| 2015–16 | Oregon | 38  | 38 | 32.8 | .470 | .338 | .806 | 5.4 | 3.1 | 1.1 | .4  | 16.7 |
| 2016–17 | Oregon | 35  | 27 | 25.3 | .488 | .401 | .754 | 3.2 | 2.7 | 1.1 | .5  | 16.1 |
| Total   | Total  | 109 | 98 | 28.9 | .472 | .362 | .794 | 4.6 | 2.6 | .9  | .5  | 14.8 |

### Profesional

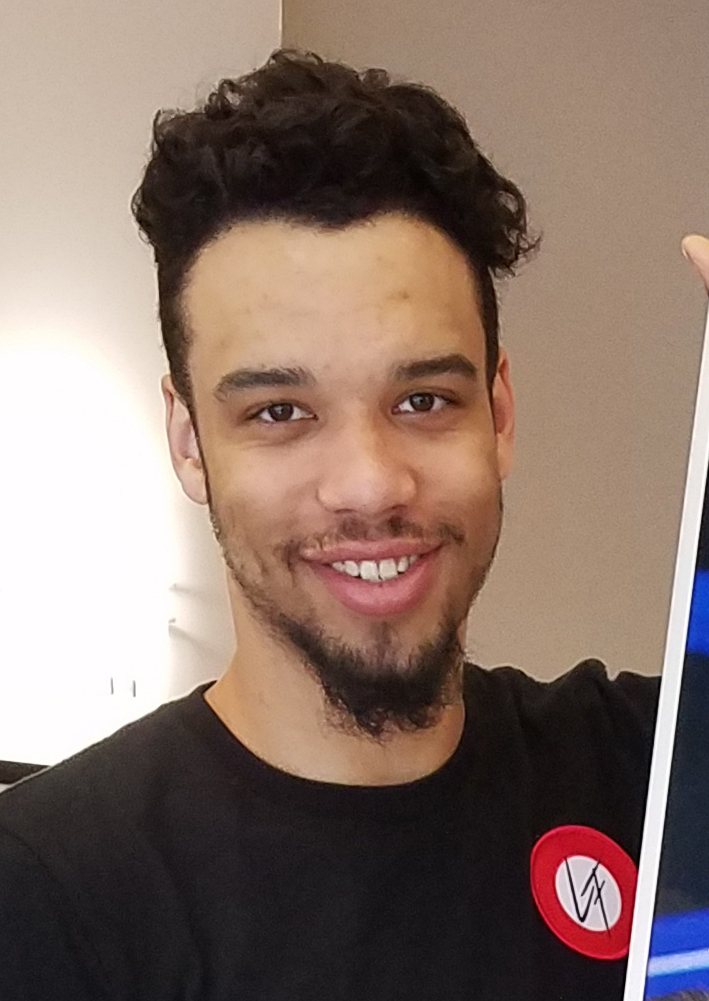
Brooks en 2018.

Fue elegido en la cuadragésimo quinta posición del Draft de la NBA de 2017 por los Houston Rockets, pero fue inmediatamente traspasado a los Memphis Grizzlies. Debutó en la NBA con los Grizzlies el 18 de octubre de 2017 ante New Orleans Pelicans anotando 19 puntos. El 11 de abril de 2018 anotó 36 puntos ante Oklahoma City Thunder. Esa temporada disputó todos los partidos de la temporada regular, 74 de ellos como titular.
Desde su tercera temporada fue titular indiscutible en Memphis, en la que promedió 16,2 puntos por partido. El 5 de febrero de 2020, acuerda una extensión de contrato por 3 años y $35 millones con los Grizzlies.
En su quinta temporada alcanzó los 37 puntos ante Portland Trail Blazers el 19 de diciembre de 2021.
El 1 de julio de 2023 firma como agente libre un contrato por 4 años y $80 millones con los Houston Rockets.
El 22 de junio de 2025 es traspasado a Phoenix Suns, junto a Jalen Green, a cambio de Kevin Durant.

### Selección nacional
Es habitual su participación con la selección canadiense desde las categorías inferiores, habiendo participado en el Campeonato FIBA Américas Sub-18 de 2014, donde fue el mejor de su equipo promediando 25,2 puntos y 5,2 rebotes por partido, y consiguió la medalla de plata, y también en el Mundial Sub-19 de 2015, donde promedió 18,8 puntos y 6,2 rebotes. Debutó con la selección absoluta ese mismo año, en los Juegos Panamericanos de Toronto 2015, donde disputó cuatro encuentros, en los que promedió 5,0 puntos y 1,2 rebotes, logrando la medalla de plata.
Durante agosto y septiembre de 2023 fue integrante de la selección de Canadá que participó en el Mundial de 2023 celebrado en Asia, y que consiguió el bronce, tras vencer a Estados Unidos en la final de consolación. Además fue elegido como el 'Mejor Defensor del Mundial'.
Entre julio y agosto de 2024 fue parte de la selección absoluta de Canadá, que disputó los Juegos Olímpicos de París, finalizando en quinta posición.

## Estadísticas de su carrera en la NBA

### Temporada regular
| Año     | Equipo  | PJ  | PT  | MPP  | %TC  | %3P  | %TL  | RPP | APP | ROB | TPP | PPP  |
| ------- | ------- | --- | --- | ---- | ---- | ---- | ---- | --- | --- | --- | --- | ---- |
| 2017-18 | Memphis | 82  | 74  | 28.7 | .440 | .356 | .747 | 3.1 | 1.6 | .9  | .2  | 11.0 |
| 2018-19 | Memphis | 18  | 0   | 18.3 | .402 | .375 | .733 | 1.7 | .9  | .6  | .2  | 7.5  |
| 2019-20 | Memphis | 73  | 73  | 28.9 | .407 | .358 | .808 | 3.3 | 2.1 | .9  | .4  | 16.2 |
| 2020-21 | Memphis | 67  | 67  | 29.8 | .419 | .344 | .815 | 2.9 | 2.3 | 1.2 | .4  | 17.2 |
| 2021-22 | Memphis | 32  | 31  | 27.7 | .432 | .309 | .849 | 3.2 | 2.8 | 1.1 | .3  | 18.4 |
| 2022-23 | Memphis | 73  | 73  | 30.3 | .396 | .326 | .779 | 3.3 | 2.6 | .9  | .2  | 14.3 |
| 2023-24 | Houston | 72  | 72  | 30.9 | .428 | .359 | .844 | 3.4 | 1.7 | .9  | .1  | 12.7 |
| 2024-25 | Houston | 75  | 75  | 31.8 | .429 | .397 | .818 | 3.7 | 1.7 | .8  | .2  | 14.0 |
| Total   | Total   | 492 | 465 | 29.5 | .419 | .355 | .804 | 3.2 | 2.0 | .9  | .3  | 14.2 |

### Playoffs
| Año   | Equipo  | PJ | PT | MPP  | %TC  | %3P  | %TL  | RPP | APP | ROB | TPP | PPP  |
| ----- | ------- | -- | -- | ---- | ---- | ---- | ---- | --- | --- | --- | --- | ---- |
| 2021  | Memphis | 5  | 5  | 35.0 | .515 | .400 | .808 | 4.2 | 2.2 | 1.4 | .4  | 25.8 |
| 2022  | Memphis | 11 | 11 | 30.5 | .349 | .347 | .640 | 2.7 | 2.7 | 1.0 | .3  | 14.6 |
| 2023  | Memphis | 6  | 6  | 27.9 | .312 | .238 | .714 | 3.0 | 1.8 | .2  | .0  | 10.5 |
| 2025  | Houston | 7  | 7  | 29.4 | .444 | .345 | .833 | 3.1 | 1.3 | .7  | .3  | 12.3 |
| Total | Total   | 29 | 29 | 30.4 | .396 | .325 | .756 | 3.1 | 2.1 | .8  | .2  | 15.1 |